# Флиндерс-Айленд (аэропорт)
Аэропо́рт Фли́ндерс-А́йленд (или Аэропо́рт о́строва Фли́ндерс — англ. Flinders Island Airport), (ИАТА: FLS, ИКАО: YFLI) — гражданский региональный аэропорт, расположенный у города Уайтмарк (англ. Whitemark) — самого крупного населённого пункта острова Флиндерс, принадлежащего штату Тасмания (Австралия). Остров Флиндерс находится у северо-восточной оконечности острова Тасмания, у восточного края Бассова пролива, отделяющего Тасманию от континентальной Австралии.

## Основные сведения и показатели
Аэропорт острова Флиндерс находится на высоте 10 м над уровнем моря. У него есть две взлётно-посадочных полосы: 14/32 с асфальтовым покрытием (длиной 1720 м и шириной 30 м) и 05/23 с асфальтовым покрытием (длиной 1070 м и шириной 30 м).
Авиакомпания Sharp Airlines выполняет полёты в Эссендон (англ. Essendon Airport), который является одним из аэропортов Мельбурна, а также в аэропорт Лонсестона, который является вторым по величине городом Тасмании.
Ранее (до октября 2010 года) аэропорт Флиндерс-Айленд также обслуживался самолётами авиакомпании Airlines of Tasmania.

## Статистика пассажироперевозок
| Год       | Пассажиров | Взлётов-посадок |
| --------- | ---------- | --------------- |
| 1985/1986 | 16 129     | 2061            |
| 1990/1991 | 21 875     | 4936            |
| 1995/1996 | 17 359     | 2812            |
| 2000/2001 | 5766       | 1378            |
| 2005/2006 | 17 834     | 2368            |
| 2010/2011 | 19 050     | 2204            |
| 2015/2016 | 17 623     | 1817            |
| 2020/2021 | 22 183     | 1898            |